# Aveiro (kerület)
Aveiro kerület (portugálul Distrito de Aveiro) Portugália nyugati részén, Norte és Centro régióban található közigazgatási egység. Északról Porto kerület, keletről Viseu kerület, délről Coimbra kerület, nyugatról pedig  az Atlanti-óceán határolja. Nevét székhelye, Aveiro város után kapta. Területe 2808 km², ahol 713 578 fős népesség él.

## Községek

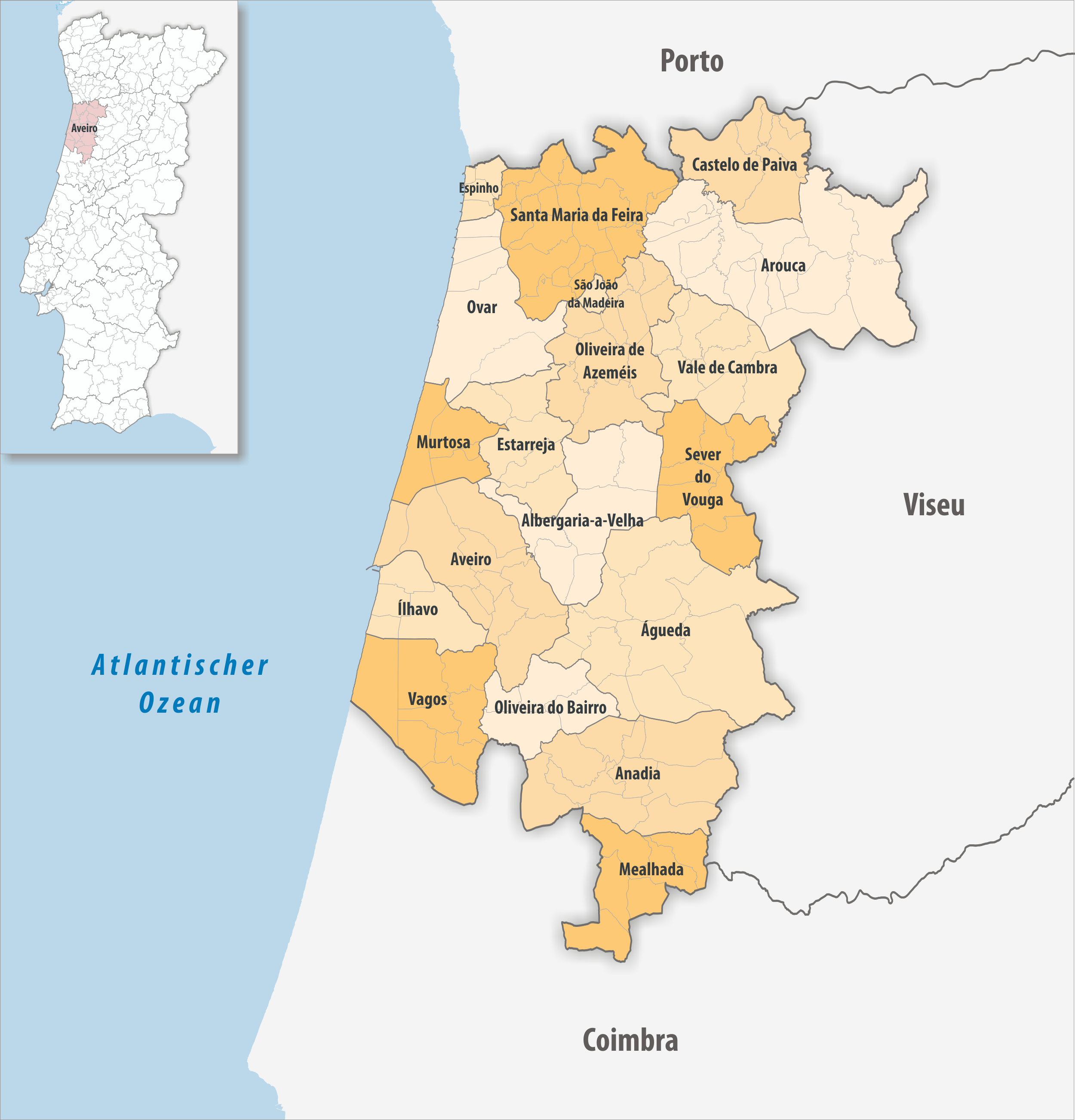
Aveiro kerület községei

Aveiro kerületben 19 község (município) található, melyek a következők:
| Címer                       | Név                  | Terület (km²) | Népesség | Népsűrűség (1/km²) | Municípiumok száma | Falvak/városok száma | Szubrégió           |
| --------------------------- | -------------------- | ------------- | -------- | ------------------ | ------------------ | -------------------- | ------------------- |
| Águeda címere               | Águeda               | 335,3         | 47.729   | 148                | 20                 | 1/?                  | Baixo Vouga         |
| Albergaria-a-Velha címere   | Albergaria-a-Velha   | 155,4         | 25.497   | 164                | 8                  | 0/?                  | Baixo Vouga         |
|                             | Anadia               | 216,6         | 31.671   | 146                | 15                 | 1/?                  | Baixo Vouga         |
| Arouca címere               | Arouca               | 329,1         | 24.019   | 73                 | 20                 | 0/?                  | Entre Douro e Vouga |
| Aveiro címere               | Aveiro               | 199,9         | 73.626   | 368                | 14                 | 1/?                  | Baixo Vouga         |
| Castelo de Paiva címere     | Castelo de Paiva     | 115,0         | 17.089   | 149                | 9                  | 0/2                  | Tâmega              |
| Espinho címere              | Espinho              | 21,1          | 31.703   | 1.503              | 5                  | 1/1                  | Grande Porto        |
| Estarreja címere            | Estarreja            | 108,4         | 28.279   | 261                | 7                  | 1/3                  | Baixo Vouga         |
| Ílhavo címere               | Ílhavo               | 73,5          | 39.247   | 534                | 4                  | 2/?                  | Baixo Vouga         |
| Mealhada címere             | Mealhada             | 110,7         | 20.496   | 194                | 8                  | 1/?                  | Baixo Vouga         |
| Murtosa címere              | Murtosa              | 73,3          | 9.657    | 132                | 4                  | 0/1                  | Baixo Vouga         |
| Oliveira de Azeméis címere  | Oliveira de Azeméis  | 163,5         | 71.243   | 436                | 19                 | 1/9                  | Entre Douro e Vouga |
| Oliveira do Bairro címere   | Oliveira do Bairro   | 87,3          | 22.365   | 256                | 6                  | 1/?                  | Baixo Vouga         |
| Ovar címere                 | Ovar                 | 147,4         | 56.715   | 385                | 8                  | 2/3                  | Baixo Vouga         |
| Santa Maria da Feira címere | Santa Maria da Feira | 215,1         | 142.295  | 662                | 31                 | 3/13                 | Entre Douro e Vouga |
| São João da Madeira címere  | São João da Madeira  | 7,9           | 21.538   | 2.726              | 1                  | 1/0                  | Entre Douro e Vouga |
| Sever do Vouga címere       | Sever do Vouga       | 129,6         | 12.940   | 100                | 9                  | 0/?                  | Baixo Vouga         |
| Vagos címere                | Vagos                | 169,9         | 23.205   | 137                | 11                 | 0/2                  | Baixo Vouga         |
| Vale de Cambra címere       | Vale de Cambra       | 146,5         | 22.864   | 169                | 9                  | 1/?                  | Entre Douro e Vouga |

## Fordítás
Ez a szócikk részben vagy egészben  az   Aveiro District című angol Wikipédia-szócikk ezen változatának fordításán alapul.  Az eredeti cikk szerkesztőit annak laptörténete sorolja fel. Ez a jelzés csupán a megfogalmazás eredetét és a szerzői jogokat jelzi, nem szolgál a cikkben szereplő információk forrásmegjelöléseként.

## Külső hivatkozások
- Aveiro kerület önkormányzatának honlapja